# Маленькая исповедь
«Маленькая исповедь» (лит. Maža išpažintis) — советский чёрно-белый широкоэкранный художественный фильм 1971 года, снятый режиссёром Альгирдасом Араминасом на Литовской киностудии. По мотивам повести Витаутаса Бубниса «Арберон».
Премьера фильма состоялась 11 декабря 1972 года. Фильм посмотрели 9,4 млн зрителей.

## Сюжет
Старшеклассник Арунас самоуверен и категоричен в суждениях, спорит с учителями и не ходит в школу. Он не может найти себе дело по душе и страдает от этого. Переживая собственное малодушие, он решает всё рассказать отцу, но узнаёт, что отец в больнице. После этого Арунас осуждает себя за нетерпимость и жестокость и начинает по-новому оценивать свои поступки.

## В ролях
- Андрюс Карка (дублировал Сергей Малишевский) — Арунас Гульбинас
- Рута Сталилюнайте (дублировала Нина Меньшикова) — Элеонора Гульбинене
- Гедиминас Карка (дублировал Владимир Балашов) — Юозас Гульбинас
- Бенас Пускунигис (дублировала Клара Румянова) — Саулюкас
- Витаутас Кярнагис (дублировал Михаил Чигарёв) — Бенас
- Моника Миронайте (дублировала Антонина Максимова) — директор школы
- Вайва Майнелите (дублировала Нелли Витепаш) — классный руководитель «Жирафа»
- Юлле Кони (дублировала Ольга Гаспарова) — Раса
- Аделе Стоните (дублировала Наталья Гурзо) — Адель («Красная шапочка»)
- Юозас Будрайтис (дублировал Владимир Ферапонтов) — спасатель Мартас
- Гедиминас Гирдвайнис (дублировал Герман Качин) — спасатель Винцас

## Съёмочная группа
- Сценаристы: Альгирдас Араминас, Ицхокас Мерас
- Режиссёр: Альгирдас Араминас
- Оператор: Донатас Печюра
- Художник: Альгирдас Ничюс
- Композитор: Альгимантас Апанавичюс
- Звукорежиссёр: Пятрас Липейка

В фильме звучит музыка в исполнении Камерного оркестра Литовской государственной филармонии, дирижёр Саулюс Сондецкис.
Фильм дублирован на киностудии им. М. Горького.
- Режиссёр дубляжа: Галина Водяницкая
- Звукорежиссёр: Нина Кратенкова